# SS Gairsoppa
Az SS Gairsoppa egy brit teherszállító gőzhajó volt, amelyet egy német tengeralattjáró süllyesztett el a második világháborúban.

## Története
Az 5237 bruttó regisztertonnás, acéltestű hajót a Newcastle-Upon-Tyne-i Palmer's Shipbuilding & Iron Co. Ltd. készítette a háborús szállításokért felelős brit minisztérium számára SS War Roebuck néven. A hajót 1919. augusztus 12-én bocsátották vízre, majd októberben egy indiai vízesésről Gairsoppának nevezték el. A gőzös a British India Steam Navigation Company tulajdonába került. A 125,7 méter hosszú, 15,9 méter széles hajó a második világháborúig a Távol-Kelet, Ausztrália és Kelet-Afrika vízen szállított árut.

### Az utolsó út
A háború kirobbanása után a gőzöst a kormány a British India Steam Navigation Company másik 102 hajójával együtt "besorozta". Utolsó útjára 1940 decemberében indult az indiai Kalkuttából. A hajón csaknem hétezer tonna rakomány volt, közte 2600 tonna nyersvas, 1765 tonna tea, 2369 tonna egyéb áru és hatszázezer angol font értékű, hétmillió unciányi ezüstötvözet. Azt nem tudni pontosan, hogy mivel ötvözték az ezüstöt, de elképzelhető, hogy két és fél százaléknyi aranyat tartalmaznak a rudak.
A Sierra Leone-i Freetownnál csatlakozott az SL–64 konvojhoz, amely Liverpoolba indult 1941. január 31-én. A konvoj katonai kíséret nélkül futott ki a kikötőből az Atlanti-óceán veszélyes vizeire. A hajókaraván több egysége rossz állapotban volt, így alig nyolc csomóval tudtak haladni. A konvoj célja az volt, hogy csatlakozzon a HG–63-as hajókaravánhoz, amelyre két hadihajó vigyázott. Európához közeledve a nehéz szállítmánnyal megpakolt hajó kénytelen volt csökkenteni sebességét, hogy megküzdjön az erős széllel és a nagy hullámokkal.
Február 14-én az időjárás még rosszabb lett, ráadásul a hajó széntartaléka is kezdett kifogyni, ezért a Gairsoppa nem tudta tartani a tempót a konvoj többi tagjával, és egyedül hajózott tovább a tőle nagyjából 300 mérföldre fekvő nyugat-írországi Galway felé.

### A támadás
Három nappal később az Ernst Mengersen által irányított 66 és fél méter hosszú, U–101 német tengeralattjáró megtámadta. A Gairsoppa fedélzetén a legénység 83 tagja és két tüzér volt.
Az U-101-es este fél tizenegykor négy torpedót lőtt ki, de csak egy talált célba. A kettes számú raktérben bekövetkezett robbanás miatt a Gairsoppa előárbóca rázuhant a fedélzetre, és tönkretette a rádióadót, így a hajó nem tudott kapcsolatba lépni senkivel. A hajó orr-része hamarosan víz alá merült. Gerald Hyland kapitány kiadta a parancsot a gőzös elhagyására. A legénység megkezdte a mentőcsónakok leengedését, de ekkor a felszínre emelkedett a német tengeralattjáró és gépágyúval lőni kezdte a Gairsoppát.
A lövedékek leszakították az egyik mentőcsónakot, amely a tengerbe zuhant. Sok matróz a vízbe vetette magát, és utána úszott. Köztük volt Robert Ayres másodtiszt is, aki később a Gairsoppa egyedüli túlélője lett. Két másik mentőcsónakot sikerült még a vízre engedni, de ezek örökre eltűntek. A gőzösnek kiemelkedett a propellere, majd a hajó, alig húsz perccel a találat után, eltűnt az Atlanti-óceán jeges vízében.

### A túlélők
A mentőcsónakban nyolc európai és 23 indiai tengerész volt. A hajót a 31 éves Robert Ayres irányította. A készleteik szűkösek voltak, az ivóvíz a nyolcadik napon elfogyott. Több indiai tengervizet ivott, amelytől megbetegedtek, és a hajótöröttek közül sokan meghaltak. A tizenharmadik napon még heten voltak életben, ekkor látták meg a partot, a Lizard világítótornyot az angliai Cornwallnál. Ayers egy barlang felé irányította a mentőcsónakot, amelyet egy nagy hullám a szikláknak vágott. A túlélők közül négyen azonnal, ketten szinte a partnál fulladtak a tengerbe. Egyedül Robert Ayres másodtiszt maradt életben.

## Roncsvadászok
A hajóroncsot az Odyssey Marine Exploration kincsvadász cég egy MAK-1M szonárral találta meg, majd egy, a felszínről irányított mélytengeri búvárhajóval vizsgálta meg. A hajó nagyjából 300 mérföldnyire az ír partoktól, 4700 méteres mélységben fekszik.
2011 szeptemberében a brit kormány bejelentette, hogy megállapodást kötött a roncsot megtaláló Odyssey Marine Explorationnel a 200 tonnányi ezüst kiemeléséről. A megállapodás értelmében a kutatócég megtarthatja a kiemelt ezüst értékének 80 százalékát.
A fém értékét 150 millió fontra becsülik. A kiemelés 2012 második negyedévében kezdődöttt. Az Odyssey Marine Exploration 2012. július 18-án jelentette be, hogy sikerült 48 tonna ezüstöt a felszínre hoznia. 2013. július végén a cég tudatta, hogy újabb 60 tonna ezüstöt hoztak a felszínre. A kincs értéke 77 millió dollár. Az ezüstrudak jelentős része szétszóródott az óceán fenekén, onnan gyűjtötte össze a mélytengeri robot-tengeralattjáró.
A brit királyi pénzverde 2014. április 4-én jelentette be, hogy a felszínre hozott ezüstrudakból húszezer érmét önt, amelyek egyenként 30 fontba kerülnek majd. Elsősorban olyan gyűjtőknek szánják, akiket érdekel a hajózás története. Az érme egyik oldalán II. Erzsébet uralkodó portréja, a másikon egy tenger felé néző, szélfújta Britannia látható.